# لوك هولمز (لاعب اتحاد الرغبي)
لوك هولمز (بالإنجليزية: Luke Holmes)‏ هو لاعب اتحاد الرغبي أسترالي، ولد في 14 نوفمبر 1983 في Mona Vale, New South Wales ‏ في أستراليا.

## وصلات خارجية
- لوك هولمز على موقع ItsRugby.co.uk (الإنجليزية)